# Соусник

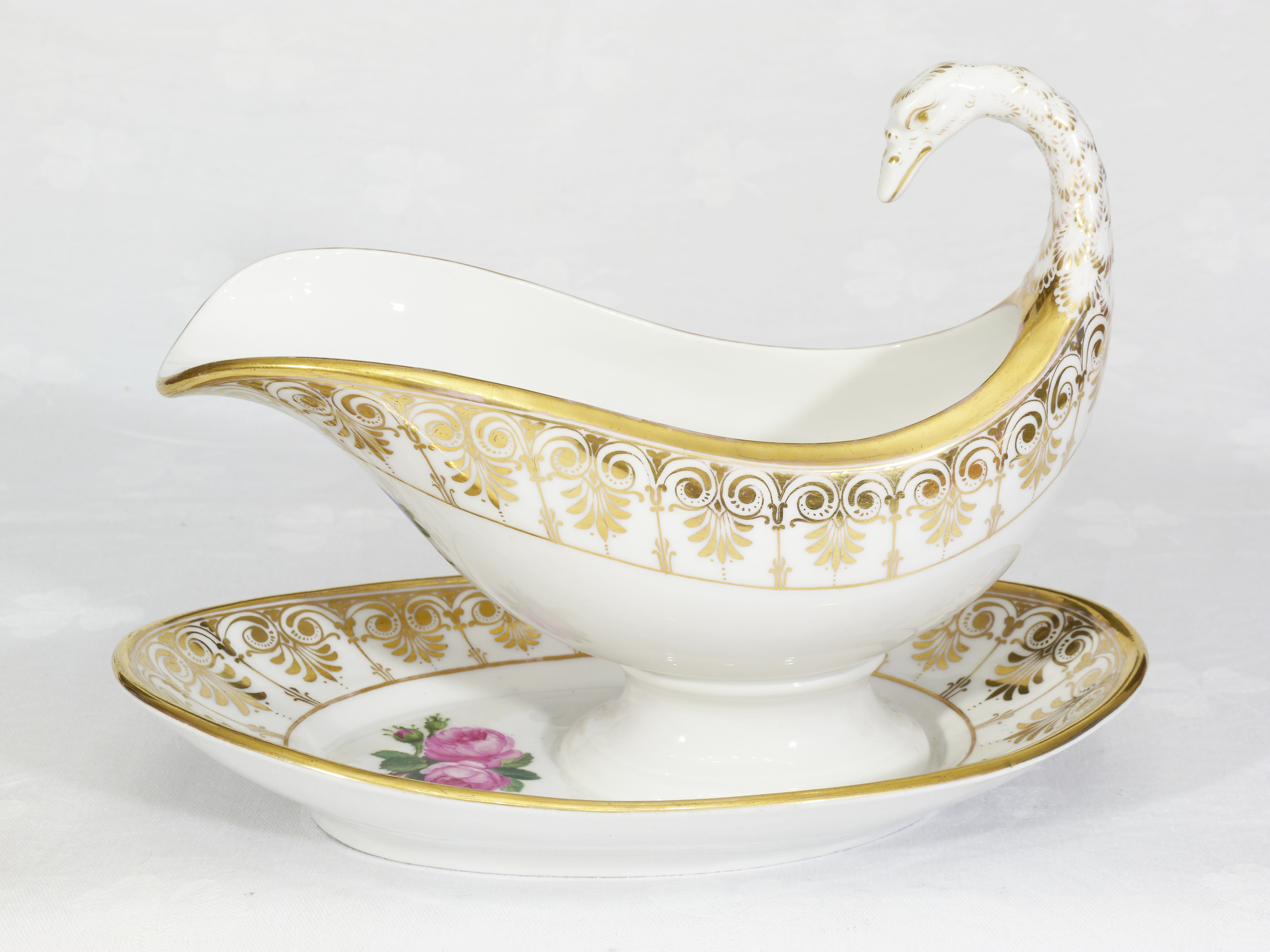
Соусник виробництва Королівської фарфорової мануфактури у Берліні

Со́усник або со́усниця — посудина у формі довгастої чашки з ручкою, призначена для подачі соусів. Місткість соусника від 35 до 450 мл. Може комплектуватись піддоном.

## Історія
Спеціалізований посуд для зберігання соусу відомий ще з античних часів. Проте свого сучасного вигляду соусники набули у другій половині XVII сторіччя, коли стали популярними у французькому дворі. Найбільш раннє кухонне приладдя цього типу, що дійшло до нашого часу, відносять приблизно до 1690 року — воно було виготовлено зі срібла, мали дві ручки й два носики. Вважають, що ці соусники були винайдені у відповідь на модну для того часу течію Нувель кюїзін (фр. nouvelle cuisine, «нова кухня»), представники якої віддавали перевагу легшій їжі. У XVIII сторіччі під впливом Франції подібні речі з'явилися в Англії, де їх також на початку виготовляли зі срібла, а починаючи з 1740-х років, з порцеляни. У міру втрати інтересу до китайської порцеляни соусники стали важливою частиною індустрії англійських мануфактур.
У другій половині XVIII сторіччя до цього доступні тільки багатим людям соусники стали набувати популярності серед середнього класу, і їх дизайн спростився — різноманіття форм і використання срібла стало менш затребуваним. Якщо раніше мало хто з виробників займався виготовленням повних столових сервізів, то винайдений в 1754 англійською фірмою Веджвуд кремовий фарфор дозволяв значно спростив цей процес, дозволив виготовляти до цього трудомісткі великі тарілки. Відтоді соусники стали частиною великих столових сервізів.